# 堀田マキシム
堀田 マキシム（ほった まきしむ、1998年 - ）は、日本の実業家、株式会社Fennel創業者、代表取締役社長。

## 人物・経歴
1998年生まれ。都立高校卒業後、2017年に立教大学に入学。本名は堀田マキシムアレクサンダー。アメリカに留学中に、『仏』というゲームプレイヤー名にて、ストリーミング活動を開始。
大学在学中の2019年10月、株式会社Fennel創設。同社代表取締役社長に就任。大学は中退。
eスポーツ競技シーンの第一線でプレイヤーとしても活動しながら、マネジメントを行う。
ストリーミング実況解説や、eスポーツオンラインサロンの運営をするなど、マルチな才能を発揮し活躍する。eスポーツ専門学校での特別講師や、経済専門誌“経済界”にインタビュー記事が掲載されるなどの経験もある。
2022年10月時点で、YouTubeチャンネル20万人、Twitterフォロワー22万人。